# Najwa Alimi
Najwa Alimi (1994) es una periodista afgana y activista por los derechos humanos. Ganó en 2019 el Premio Per Anger sueco por sus esfuerzos apoyando los derechos humanos y la libertad de expresión.

## Biografía
Najwa Alimi nació en Fayzabad, Badakhshan, al noreste de Afganistán. Alimi creció en una familia con valores tradicionales y estrictos roles de género. En su juventud, comenzó a leer libros y cuestionar lo que aprendió mientras crecía, lo que hizo que soñará con convertirse en periodista. Empezó la escuela en su región natal, para luego trasladarse a Kabul para estudiar química y periodismo en la universidad. 
Trabajaba como reportera en el canal de televisión afgano Zan TV, un canal en el que sólo hay reporteras y redactoras. Los periodistas afganos trabajan en condiciones de riesgo. En 2018, catorce periodistas fueron asesinados en el país y en los años siguientes, cuatro periodistas fueron asesinados en 2019 y otros tantos en 2020. Muchos grupos conservadores consideran que los periodistas difunden valores antiislámicos y occidentales. La propia familia de Alimi consideró inapropiado que ella se mezclara con hombres durante su trabajo periodístico. Alimi dice que las historias de las mujeres sobre las que informa le dan motivación para seguir trabajando. Planteaba temas que otros periodistas evitan, como la vulnerabilidad social, la drogadicción y la discriminación. A través de su periodismo, se abre paso a historias y voces que de otro modo no se escuchan. Aunque cada vez hay más mujeres en Afganistán que han empezado a trabajar, el acoso y la falta de educación siguen siendo grandes obstáculos para muchas de ellas. Najwa quiere demostrar que las mujeres pueden trabajar en un sector considerado tabú para ellas. Como periodista, quiere seguir centrándose en las mujeres y su situación, y está convencida de que su trabajo ayuda a las mujeres de Afganistán a tomar mejores decisiones sobre su futuro y que su periodismo también llega a los responsables de la toma de decisiones e influye en ellos. Además de su trabajo en el canal de televisión Zan TV, ella y sus amigos dirigen un cafetería-biblioteca que ofrece a los chicos y chicas jóvenes un refugio seguro donde pueden tomar prestados libros y hablar libremente. Para Alimi el acceso a los libros a las jóvenes las sirve para romper su aislamiento a través de la literatura.
Fue nominada para el Premio Per Anger en 2019 por la sección sueca de Reporteros sin Fronteras,ha sido la primera mujer afgana que ha recibido este premio que es uno de los más aclamados y respetados de Suecia y que se concede a quienes actúan de forma ejemplar en el ámbito de la democracia y los derechos humanos.
En 2021 coprotagonizó la película In the Rumbling Belly of Motherland  dirigida por Brishkay Ahmed junto Mahboby Fresta, Khalida Rasheed, Nazanin Sadid y Shogofa Sediqi. Un documental donde se ve a las periodistas informando sobre los bombardeos, las elecciones y las "conversaciones de paz" entre los talibanes y Estados Unidos para la Women's News Network en Kabul, Afganistán.
Cuando los talibanes empezaron a tomar las distintas provincias del país en agosto de 2021 Alimi fue evacuada junto a su hermana Saina Alimi de Afganistán a Suecia. Comprendió que la única salida era el aeropuerto, pero había atascos, caos y disparos, por lo que era casi imposible llegar. Se puso en contacto con la fuerza militar sueca que llegó al aeropuerto de Kabul y para que los militares suecos los reconocieran le asignaron ondear el pañuelo amarillo y rojo al llegar al aeropuerto.

## Premios y reconocimientos
- 2019 Premio Per Anger de Suecia